# José Eduardo Martins (político)
José Eduardo Rego Mendes Martins (Lisboa, 9 de dezembro de 1969) é um advogado e político português. Foi Deputado à Assembleia da República entre 1999 e 2011 e Secretário de Estado dos XV e XVI Governos Constitucionais.

## Educação
Licenciou-se em Direito, pela Faculdade de Direito da Universidade de Lisboa, em 1993.

## Atividade Profissional
Iniciou o seu percurso profissional como assessor jurídico do Instituto Português da Juventude, onde se manteve entre 1994 e 1995, transitando em seguida para a Direcção-Geral de Viação, até 1998. Paralelamente, também foi diretor do Departamento de Acidentes da EGS, uma corretora de seguros na área da construção civil, entre 1996 e 1997, e diretor executivo da Security National Servicing Corporation em Portugal, de 1997 a 2002.
Desde 2005 é advogado na Abreu Advogados, em Lisboa, onde exerce sobretudo nas áreas de Direito Comercial, Direito Imobiliário e Direito Público & Ambiente, tendo participado, no âmbito deste cargo, como orador em diversas conferências nacionais e internacionais. Desde 2021, que vem também ocupando o cargo de Presidente da Comissão de Ambiente e Energia da Câmara de Comércio Internacional Portugal (ICC Portugal).
José Eduardo Martins é também sócio da PIC-NIC Produções, uma empresa de organização e gestão de eventos, especializada na promoção de eventos musicais, entre os quais se destaca a realização do NOS Primavera Sound.
Atualmente, participa, como comentador, no programa Sem Moderação, no ar desde 2013 (transmitido, até 2021, pelo Canal Q e pela TSF e, desde então, pela SIC Notícias), juntamente com Daniel Oliveira, Pedro Delgado Alves (que substituiu João Galamba) e Francisco Mendes da Silva. O programa pode ser enquadrado na categoria de infotainment, em virtude do abundante recurso ao humor e à sátira pelos comentadores e também é disponibilizado em formado podcast. Antes disso, já havia feito parte do painel do programa O Outro Lado, na RTP N, juntamente com Pedro Adão e Silva e Rui Tavares, com moderação do jornalista João Adelino Faria.

## Atividade Política
Foi militante da Juventude Social Democrata, estrutura a que aderiu aos 16 anos de idade, em 1985, e onde exerceu a função de presidente do Conselho de Jurisdição Nacional. Em 1987, ao completar 18 anos, filiou-se também no Partido Social Democrata, onde viria a ser membro da Comissão Política Nacional.
Foi deputado à Assembleia da República entre 1999 e 2011 (quatro legislaturas), tendo sido membro das comissões parlamentares dedicadas aos Assuntos Europeus e ao Ambiente. Foi também vice-presidente do Grupo Parlamentar do PSD.
Foi membro da Assembleia de Freguesia de Santa Catarina e da Assembleia Municipal de Paredes de Coura. Foi ainda Secretário de Estado do Ambiente do XV Governo Constitucional (Durão Barroso) e Secretário de Estado do Desenvolvimento Regional do XVI Governo Constitucional (Santana Lopes).
A par da intervenção no espaço mediático e de comentário político, José Eduardo Martins tem mantido uma participação ativa também na vida política portuguesa. No Partido Social-Democrata, interveio na discussão interna sobre o rumo programático do PSD, subscrevendo e apresentando, em 2017, o manifesto "Nós, Social-Democratas", juntamente com o médico e político Nuno Freitas, onde se pugnava por um partido mais "humanista", "reformista" e em busca de uma "sociedade justa e equitativa", afirmando uma rutura com a tendência neo-liberal que o PSD assumiu durante os mandatos de Pedro Passos Coelho. Desde os tempos de militância na JSD, José Eduardo Martins é próximo de Pedro Duarte, por diversas vezes apontado como candidato à liderança do PSD.
Nas Eleições Autárquicas de 2017, José Eduardo Martins encabeçou a lista do Partido Social-Democrata à Assembleia Municipal de Lisboa. Na sequência dessas eleições, foi eleito deputado municipal, tendo posteriormente renunciado a esse mandato, após ter perdido eleições para a liderança da bancada parlamentar municipal para Luís Newton, político visado em investigações criminais na Operação conhecida por "Tutti Frutti".
Mais recentemente, publicitou uma reaproximação a Pedro Passos Coelho, reabilitando um afastamento que se verificou durante os mandatos de Passos Coelho, dos quais José Eduardo Martins foi crítico.

## Controvérsias
O estilo aguerrido e frontal de José Eduardo Martins não o poupou a polémicas, destacando-se o confronto verbal, em 2009, na Assembleia da República, com o então deputado socialista Afonso Candal, filho do histórico socialista, Carlos Candal. A contenda ocorreu quando Afonso Candal perguntou, de forma provocatória, se a intervenção de José Eduardo Martins Martins se devera a uma "preocupação com a questão da dependência das energias fósseis e do petróleo", a uma "questão económica e do emprego", ou "com base em alguns interesses, legítimos que sejam, de comércio e de venda de equipamentos vindos do exterior". Confrontado com a provocação, José Eduardo Martins respondeu acaloradamente ao deputado socialista.

## Prémios e Reconhecimentos
José Eduardo Martins foi um dos sete portugueses vencedores do Prémio “Forty Lawyers Under Forty Awards”, atribuído pela Revista Iberian Lawyer em 2007. 
Em 2010, José Eduardo Martins foi um dos advogados da Abreu Advogados referenciados pela publicação European Legal Experts, distinguindo-se na área de Legislação Europeia e Concorrência.
Em 2011, o diretório “PLC Which Lawyer?” reconheceu o advogado pela sua atividade desenvolvida na área do Ambiente. No mesmo ano, o diretório Chambers Europe distinguiu o jurista pelo seu trabalho na área da Energia e Recursos Naturais.